# Матиас Ерцбергер
Матиас Ерцбергер (на немски: Matthias Erzberger) (20 септември 1875 – 26 август 1921) е германски политик и държавник от последните години на Кайзеровия Райх и началото на Ваймарската република. През 1903 – 1918 г. е депутат в Райхстага от партията Център. В разгара на Първата световна война, през юли 1917 г., съдейства за прокарване на парламентарна резолюция за мир без териториални анексии. В последните седмици на войната, през октомври 1918 г., става държавен секретар в правителството на принц Макс фон Баден. В началото на ноември ръководи германската делегация, която преговаря със съглашенците и сключва Компиенското примирие. В периода февруари 1919 – март 1920 г. е министър в коалиционните правителства на Филип Шайдеман (без портфейл) и Густав Бауер (на финансите). Привърженик на разбирателство с Антантата и приемане на нейните условия, залегнали във Версайския мирен договор. Като финансов министър през втората половина на 1919 г. прокарва уеднаквяване на финансовото управление и промяна на данъчната система в Германия, които засилват прерогативите на Райха за сметка на съставните републики. В началото на 1920 г. е принуден да се оттегли от активно участие в политиката заради нападките на десните вестници (които го обвиняват в корупция) и неуспешния опит да защити репутацията си в съдебен процес срещу Карл Хелферих. Убит е от членове на националистическата Организация Консул.